# PAUSE
PAUSE P-MODEL LIVE 19931011（ポーズ）は、日本の音楽グループであるP-MODELのライブ・アルバム。1994年5月25日にディスクユニオン内レーベルDIW/SYUNから発売された。
P-MODEL初のライブ・アルバムとなった。解凍P-MODELの最後のライブ、1993年10月11日に行われた「ERROR OF INFORMATION “待機”」を収録している。
このライブをもって、P-MODELは1年間の「改訂」作業、すなわち一時的な活動休止期間に入る。

## ジャケットに隠された意味
ジャケットの表には「Nsetn Oirao Ivook....」の答え合わせが記載されている。
「kono a to revisION....」、つまりこのあと改訂することの暗号だったのだ。

## 楽曲解説
フ・ル・ヘッ・ヘッ・ヘッ
秋山は解凍期ではキーボード担当だったが、この曲では秋山がベースを弾いている。
GRID
演奏機材のトラブルと、復旧中のMCも収録されている。
JOURNEY THROUGH YOUR BODY
アルバム『big body』にてレコーディング時に削られた、秋山によるボーカルパートが復活している。
ZEBRA
解凍期におけるファーストライブ「ERROR OF UNIVERSE」で最初に歌われた曲。解凍P-MODELはこの曲に始まり、この曲に終わることとなる。
平沢は日比谷野外音楽堂（通称：野音）にて始まり、野音で終わる構想をしていた。
スタジオレコーディング版が『LIVEの方法』に収録されている。

## 収録曲
| #         | タイトル                       | 作詞               | 作曲               | 編曲       | 時間  |
| --------- | ------------------------------ | ------------------ | ------------------ | ---------- | ----- |
| 1.        | 「BIASTECHNOLOGIST」           | -                  | ことぶき光         | ことぶき光 | 1:29  |
| 2.        | 「SOLID AIR」                  | 平沢進・田中靖美   | 平沢進             | ことぶき光 | 4:36  |
| 3.        | 「SPEED TUBE」                 | 平沢進             | 平沢進             | 平沢進     | 4:17  |
| 4.        | 「CLUSTER」                    | 平沢進             | 平沢進             | 平沢進     | 5:55  |
| 5.        | 「幼形成熟BOX」                | ことぶき光         | ことぶき光         | ことぶき光 | 3:40  |
| 6.        | 「フ・ル・ヘッ・ヘッ・ヘッ」   | 平沢進             | 平沢進             | ことぶき光 | 3:13  |
| 7.        | 「時間等曲率漏斗館へようこそ」 | 平沢進             | 平沢進             | ことぶき光 | 5:01  |
| 8.        | 「GRID」                       | 平沢進             | 平沢進             | 平沢進     | 6:11  |
| 9.        | 「WIRE SELF」                  | 平沢進             | 平沢進             | 平沢進     | 3:58  |
| 10.       | 「CHEVRON」                    | 平沢進             | 平沢進             | 平沢進     | 4:45  |
| 11.       | 「JOURNEY THROUGH YOUR BODY」  | 秋山勝彦           | 秋山勝彦           | 秋山勝彦   | 4:12  |
| 12.       | 「BIG FOOT」                   | 平沢進             | 平沢進             | 平沢進     | 3:55  |
| 13.       | 「2D OR NOT 2D」               | 平沢進・ことぶき光 | 平沢進・ことぶき光 | ことぶき光 | 3:34  |
| 14.       | 「LAB=01」                     | ことぶき光・平沢進 | ことぶき光・平沢進 | ことぶき光 | 3:18  |
| 15.       | 「ブループリント」             | 田中靖美           | 田中靖美           | ことぶき光 | 2:47  |
| 16.       | 「STONE AGE!」                 | 平沢進             | 平沢進             | 平沢進     | 7:05  |
| 17.       | 「ZEBRA」                      | 平沢進             | 平沢進             | ことぶき光 | 4:50  |
| 合計時間: | 合計時間:                      | 合計時間:          | 合計時間:          | 合計時間:  | 72:50 |

## 参加アーティスト
- 平沢進 - ボーカル、ギター
- 秋山勝彦 - ボーカル、ベース、キーボード、バックグラウンド・ボーカル
- ことぶき光 - ボーカル、キーボード、バックグラウンド・ボーカル
- 藤井ヤスチカ- ドラムス